# Enola Holmes 2
Enola Holmes 2 és una pel·lícula de misteri del 2022 i la seqüela de la pel·lícula Enola Holmes del 2020, ambdues protagonitzades per Millie Bobby Brown com a personatge principal, la germana adolescent del famós detectiu de l'època victoriana Sherlock Holmes. La pel·lícula està dirigida per Harry Bradbeer a partir d'un guió de Jack Thorne basat en la sèrie de llibres The Enola Holmes Mysteries de Nancy Springer. A diferència de la seva predecessora, la pel·lícula no adapta cap novel·la en concret de Springer. A més de Brown, Henry Cavill, Louis Partridge, Susie Wokoma, Adeel Akhtar i Helena Bonham Carter es repeteixen els seus papers secundaris, mentre que David Thewlis i Sharon Duncan-Brewster s'uneixen al repartiment. S'ha subtitulat al català.
El rodatge va començar a la tardor de 2021 i va acabar el gener de 2022. Enola Holmes 2 es va estrenar el 4 de novembre de 2022 a Netflix. La pel·lícula va rebre crítiques positives.

## Context històric
Aquesta pel·lícula està inspirada en la història real de Sarah Chapman, una treballadora d'una fàbrica de llumins qui, l'any 1888, va liderar la vaga de les mistaires, una aturada que van fer les aproximadament 1.400 treballadores a la fàbrica de llumins Bryant & May a Bow (Londres) en resposta a les males condicions laborals de la fàbrica i el maltractament que hi patien.

## Repartiment
- Millie Bobby Brown com a Enola Holmes
  - Sofia Stavrinou com a la jove Enola
- Henry Cavill com a Sherlock Holmes
  - John Parshall com al jove Sherlock
- David Thewlis com a Grail
- Louis Partridge com a Tewkesbury
- Susie Wokoma com a Edith
- Adeel Akhtar com a Lestrade
- Sharon Duncan-Brewster com a Mira Troy
- Helena Bonham Carter com a Eudoria Holmes
- Himesh Patel com a Dr. John Watson
- Hannah Dodd com a Sarah Chapman/Cicely
- Abbie Hern com a Mae
- Róisín Monaghan com a Hilda Lyon
- Gabriel Tierney com a William Lyon
- David Westhead com a Henry Lyon
- Tim McMullan com a Charles McIntyre
- Lee Boardman com a Mr. Bill Crouch
- Serrana Su-Ling Bliss com a Bessie Chapman